# Amalia Nathansohn Freud
Amalia Freud, nascuda Amalia Nathansohn (en ucraïnès: Амалія (Малка) Натансон; Brody, Ucraïna, 18 d'agost de 1835 – Viena, Àustria, 12 de setembre de 1930) va ser la segona (o tercera) dona de Jacob Freud. Va tenir vuit infants, un d'ells Sigmund Freud.